# Sharavyn Gungaadorj
Sharavyn Gungaadorj (mongol : Шаравын Гунгаадорж), né dans le sum Ikhkhet (en) de la province Dornogovi en Mongolie le 2 mai 1935 est un homme politique mongol, Premier ministre du pays de mars à septembre 1990.